# Tampere városrész
A Tampere városrész Miskolc egyik lakónegyede, amely az 1980-as években épült fel az Avas-Kelet városrészben. A kisméretű, zöldövezeti városrész a város legmagasabb presztízsű lakónegyedei közé tartozik szellős, zöldövezeti beépítése és a belvároshoz való közelsége miatt.

## Elhelyezkedése
A városrész az Avas keleti oldalán található, keletről a Dessewffy Arisztid utca, délről a Szabadságharc utca ill. a Derkovits utca fentebb lévő házai, nyugatról az avas-déli lakótelep III. üteme határolja. Két főbb útvonala az Aulich Lajos utca és a Perczel Mór utca; a városrészben mindössze két másik utca található, az Aulich utcából leágazó Kós Károly utca, valamint az Aulich és Perczel utcákat összekötő Tampere lépcső. Északi részén található az avasi arborétum, délen a Tampere park.

## Története

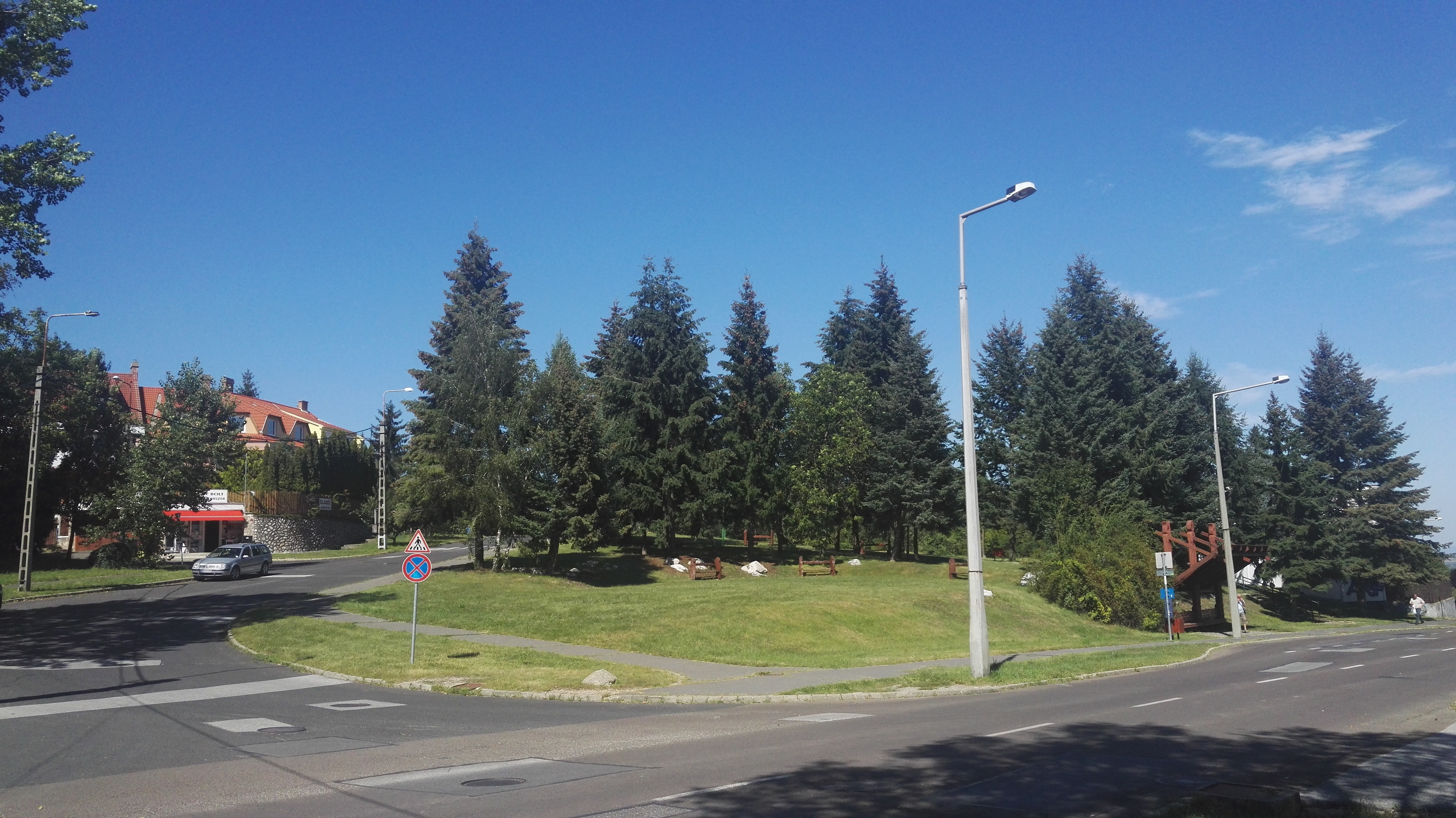
A Tampere park

Az Avas keleti oldala beépítésének ötlete az 1980-as években merült fel először. A korábban gyümölcsösökkel teli domboldal beépítésének ötlete heves vitákat váltott ki; mind a Borsod Megyei Természetvédelmi Egyesület, mind a Miskolci Városszépítő Egyesület ellenezte a 33 hektárnyi, belvárosközeli zöldterület beépítését, és helyette azt javasolták, közparkot alakítsanak itt ki, ellensúlyozandó a nemrégiben beépített avas-déli lakótelep zsúfoltságát. Végül kompromisszum született: az eredetileg 25%-os beépítési sűrűséget 20%-ra csökkentették, az épületek szintszámát maximalizálták, így összesen 567 lakás épülhetett fel (a korábbi tervekben olyan javaslat is szerepelt, hiogy 1700 lakás épüljön fel), továbbá előírták az itt álló Greutter-villa értékes kertjének védelmét.

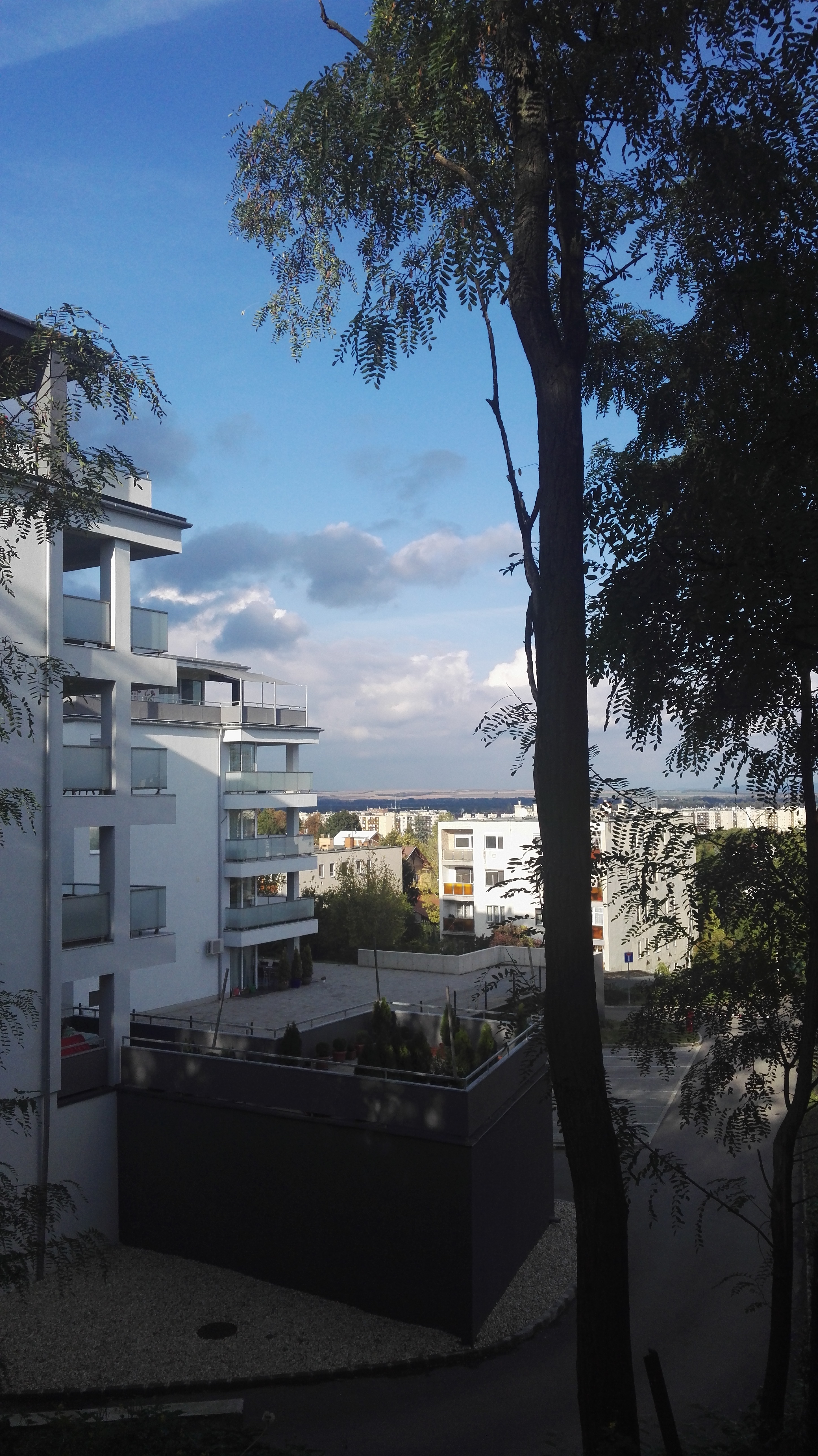
Kilátás a városra a Tampere városrészből

A városrész építéséhez szükséges telekkisajátításokról 1982. szeptember 23-án számolt be a Déli Hírlap. Az Északterv terveinek megfelelően 2400 embernek otthont nyújtó, összesen 567 lakás megépítéséről született döntés, ebből társasházban 315, sorházban 194, átriumházban 58 jött létre. A házak tervezője Dósa Károly, Taba Benő és Pirity Attila voltak. A tervek szerint az új városrész és a tőle keletre fekvő, meglévő házak között épült volna fel egy szolgáltatóközpont áruházzal orvosi rendelővel, bölcsődével, óvodával, általános iskolával és szolgáltatóegységekkel.

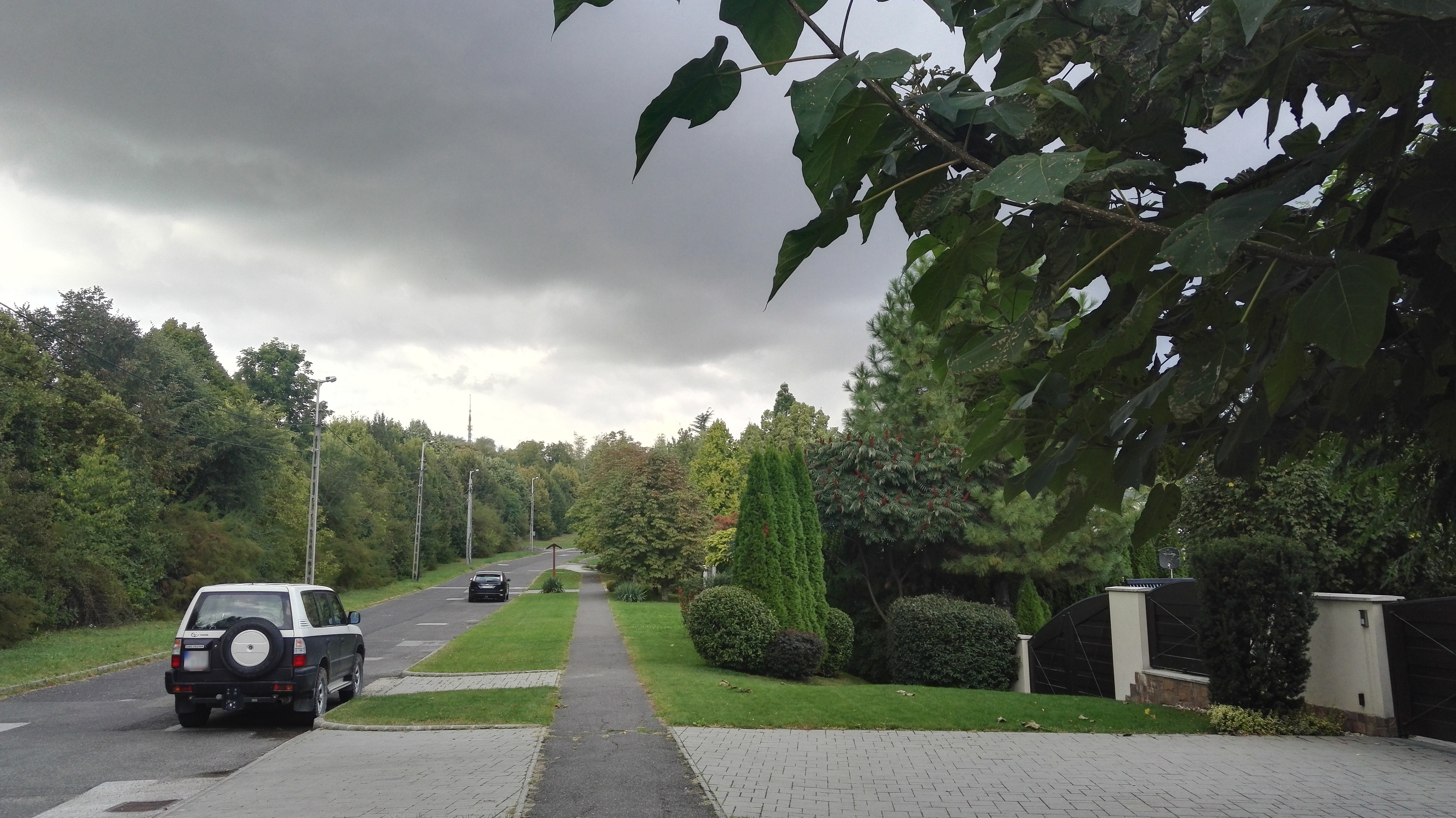
Utcarészlet (Perczel Mór utca)

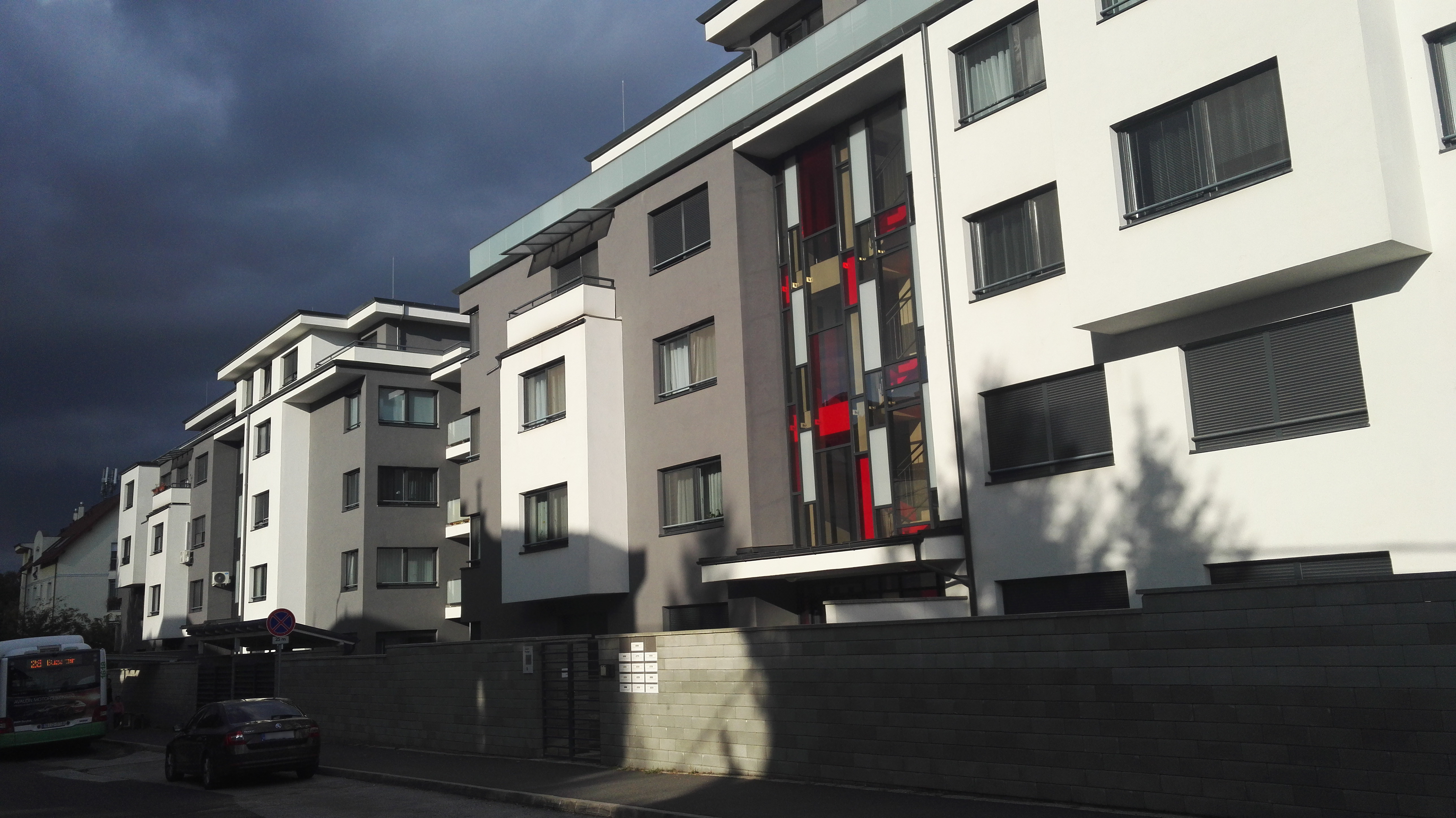
Az Aulich Prestige lakópark

A városrész jellege illette nevét is: az eredeti tervnél sokkal szellősebb, zöldövezeti városrész épült fel, innen jött az ötlet, hogy a tóparti, rengeteg zöldövezettel rendelkező, élhető finn testvérváros, Tampere nevét viselje. Tampere 1963-ban lett Miskolc első testvérvárosa. A városrész átadási ünnepségére 1986. október 18-án került sor a Tampere parkban, részt vett rajta a tamperei delegáció, akik a magyar-finn baráti körök lillafüredi Palotaszállóban megrendezett országos találkozójára érkeztek Miskolcra.
A városrész természetközeli jellegének megőrzése részeként 1987-ben kialakításra került az Avasi Arborétum, amely a városrész északi részén helyezkedik el három hektáron. Az arborétumot a Greutter-villa körüli természetvédelmi területből alakították ki. A kert helyén a 19. században a Greutter család szőlője és gyümölcsöse volt. Szintén a zöldövezeti jelleget erősíti a városrész déli oldalán elhelyezkedő Tampere park, melyben népművészeti motívumokkal díszített, faragott padok állnak. 1989-ben a park ezekhez illő, a népművészet motívumait felhasználó faragott fa buszmegállót kapott, melyet Golda János tervei alapján a Szegedi Miklós vezetésével működő fafaragó szakkör készített el a DIGÉP sporttelepén, társadalmi munkában. Padokat, Kós Károly-emlékoszlopot és zászlórudat is faragtak.
2001-ben felmerült a Tampere park beépítése három lakóházzal. Újvári Andor akkori főépítész azzal indokolta a tervet, hogy a területet eredetileg sem parknak szánták, és az önkormányzat bevételhez juthat az eladásával. A felvetés széles körben felháborodást váltott ki, és az önkormányzat letett a tervről.
2006-ban 500 négyzetméteres játszóteret alakítottak ki a park északi részén. A tervezett, de soha fel nem épült szolgáltatóközpont helye sokáig beépítetlen maradt. A 2010-es évek második felétől lakóparkokkal kezdték beépíteni (Aulich Liget, Knézich Terasz, Aulich Prestige, Móga-liget).

## Közigazgatás
A városrész a Borsod-Abaúj-Zemplén megyei 1-es választókörzethez, önkormányzati választásokon a miskolci 8-as választókörzethez tartozik, önkormányzati képviselői: Szabó Tamás (SZDSZ/MSZP, 1994–98), Korinthus Katalin (MSZP, 1998–2002), dr. Varga Zoltán (MSZP, 2002–2010), Eperjesi Erika (Fidesz, 2010–2019), Révész Péter (megválasztásakor Jobbik, jelenleg LMP, 2019–).

## Látnivalók
- Avasi Arborétum
- Greutter kert és villa
- Kálvária-kápolna (neogótikus)

## Közlekedése
A városrész déli részén található Derkovits utca buszmegállót (megállókód: 104) 1984-es indulása óta érinti a 35-ös buszjárat. Megszűnéséig érintette a 36-os (1985 és 1997 között), teljes fennállása alatt érintette a 37-es (1987–1997) és a 39-es buszjárat (2003–2006).
Az első buszjárat, amely mélyebben érintette a városrészt, az 1993. november 15-én indult 38-as busz volt, amely a belvárossal kötötte össze a városrészt; belvárosi végállomása az Arany János utcán volt. A város legrövidebb menetidejű buszjáratát eleinte két, kísérleti céllal beszerzett Ikarus 546 midibusz teljesítette, melyeket azonban az MVK nem sokkal később eladott. A buszjárat ahhoz képest, hogy lakónegyedet kötött össze a belvárossal, viszonylag ritkán járt, és kisebb buszokkal, mert a városrész tipikus felsőközéposztálybeli jellege miatt az átlagnál többen járnak itt autóval. A busz vonalát 2011-ben meghosszabbították Bodótető felé, átvéve a megszűnt 34-es busz vonalát. 2015. június 14-től a 38-as busz többé nem érinti a Tampere városrészt, helyette a 28-as indult, ami a Búza térrel köti össze a lakónegyedet. 2017. szeptember 1-jétől 2022. december 13-áig a más útvonalon közlekedő 280-as busz is összekötötte a városrészt a Búza térrel.